# Minié-kogel

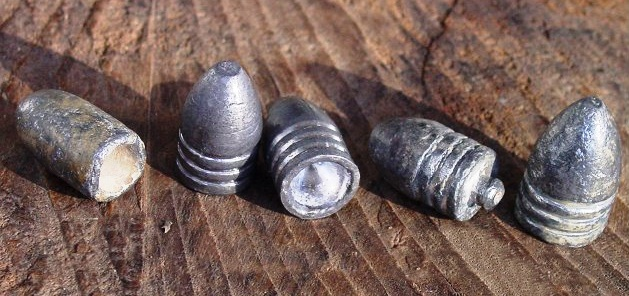

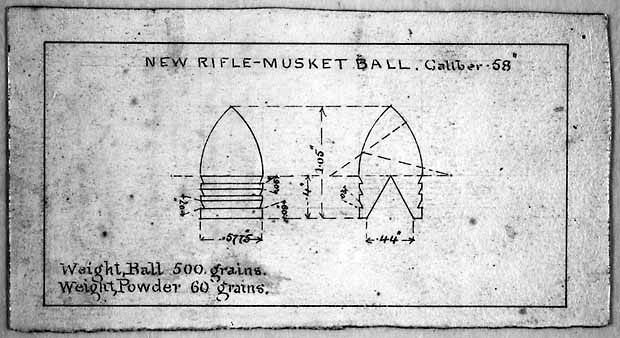
Ontwerp van de Minié-kogel uit 1855

De Minié-kogel is een kogel voor gebruik met een voorgeladen geweer. De kogel werd ontworpen door de Fransman Claude Etienne Minié in 1847 en gebruikt tijdens de Amerikaanse Burgeroorlog.
Deze kogel draait dankzij de (schroefdraadvormige) trekken en velden in de loop bij het afschieten om zijn lengte-as, waardoor nauwkeuriger kan worden geschoten dan met ronde kogels. De holle bodem, waarin een ijzeren dopje ("culot") is geplaatst, zet door de gasdruk bij het verschieten uit, waardoor een goede afsluiting tegen de loopwand wordt verkregen. Hierdoor wordt het expanderende kruitgas optimaal benut, wat de kogelsnelheid ten goede komt.
Door de grotere massa, de hogere snelheid en de puntige vorm kon de kogel zware verwondingen aanrichten bij soldaten die erdoor werden getroffen. Zo kon de kogel met gemak botten verbrijzelen, waardoor getroffen lichaamsdelen vaak moesten worden geamputeerd. De Amerikaanse militair en ontdekkingsreiziger John Wesley Powell werd door deze kogel in de rechterarm geraakt met amputatie tot gevolg.